# Der Derwisch und der Tod
Der Derwisch und der Tod (bosnisch: Derviš i smrt) gilt als einer der bekanntesten Romane des jugoslawischen Schriftstellers Meša Selimović. Der Roman erschien erstmals im Jahr 1966 und behandelt das Leben des fiktiven Scheichs Ahmed Nurudin, der nach der Verhaftung seines Bruders anfängt, seine Umwelt zunehmend kritisch zu betrachten.

## Inhalt
Die Handlung spielt im Sarajevo, Bosnien des 18. Jahrhunderts, welches zu dieser Zeit unter Kontrolle des Osmanischen Reichs ist. Der Roman wird aus der Sicht des angesehenen Scheichs Ahmed Nurudin erzählt, der als Derwisch zurückgezogen in einer Tekke lebt. Nach der Verhaftung seines Bruders durch die osmanischen Behörden verzweifelt er und versucht die Situation in einem inneren Monolog zunächst zu begreifen. Dabei fängt er an das Leben, die Macht und die Gesellschaft an zu hinterfragen und entscheidet sich schließlich dazu, seinem Bruder aus der Klemme zu helfen. Das gelingt ihm jedoch nicht, er wird inhaftiert. Nach seiner Freilassung fängt er an, sich in das Spiel der Mächte einzumischen, es kommen dabei andere und schließlich er selbst ums Leben.

## Kritik
In einer Rezension in der Zeit heißt es: „Ahmed Nuridin, Scheich eines Derwischordens im Sarajewo des achtzehnten Jahrhunderts, berichtet über die letzten Monate vor seinem Tode. Zuerst geriet er, ein gottgefälliger Mann, durch verschiedene Zufälle in politisch gefärbte Affären, die zu seiner Verhaftung führten. Nach Entlarvung der korrupten Behörden, die Nurudin in den Kerker geworfen hatten, hielt er, zum Kadi ernannt, nun selbst die Macht in den Händen und sah sich zu den gleichen Methoden gezwungen, deren Opfer er zuvor gewesen ist. Das Erleiden und Ausüben der Macht treibt Nuridin in den Nihilismus … Der durchschlagende Erfolg des Romans in Jugoslawien beruhte einerseits auf seiner meisterhaften Sprache, zum anderen auf seinem gleichnishaften Charakter. Man kann ihn — mit aktuellem Hintersinn — lesen als Parabel von der Konfrontation des zweifelnden Intellektuellen mit der Macht.“

## Adaption
Der jugoslawische Film mit dem Originaltitel Derviš i smrt wurde am 12. Juli 1974 uraufgeführt. Unter dem Titel Der Derwisch und der Tod war er deutschsprachig hauptsächlich in der DDR zu sehen.

## Ausgaben
Das Werk wurde von 1962 bis 1966 geschrieben und 1966 erstmals veröffentlicht. 1972 erschien es auf Deutsch unter dem Verlag Volk und Welt in Berlin. 1994 dann in einer neuen Übersetzung von Werner Creutziger im Otto Müller Verlag, Salzburg. (ISBN 3-7013-0837-3). Ein autobiographischer Hintergrund soll die Ermordung von Meša Selimovićs Bruders aufgrund einer Parteiintrige gewesen sein.